# Altica carinthiaca
Altica carinthiaca es una especie de coleóptero de la familia Chrysomelidae. Fue descrita científicamente por primera vez en 1888 por Weise.